# مدير فني
المدير الفني (بالإنجليزية: Technical director)‏ عادة ما يكون شخصًا تقنيًا كبيرًا على سبيل المثال في شركة برمجيات أو شركة هندسية أو استوديو سينمائي أو شركة مسرحية أو استوديو تلفزيوني. يتمتع هذا الشخص عادة بأعلى مستوى من المهارة في مجال تقني معين.

## التعليم
عادة ما يكون للمديرين التقنيين خلفية في علوم الكمبيوتر، رغم أن هذا التعليم يفتقر غالبًا للخبرة في الإنتاج العملي للإنتاج الإعلامي.